# Прудон, Пьер-Жозеф
Пьер-Жозе́ф Прудо́н (фр. Pierre-Joseph Proudhon; 15 января 1809 — 19 января 1865) — французский политик, публицист, экономист, философ-мютюэлист и социолог. Был членом французского парламента и первым человеком, назвавшим себя анархистом. Считается одним из наиболее влиятельных теоретиков анархизма. После событий 1848 года стал называть себя федералистом. Марксистскими критиками рассматривался как мелкобуржуазный социалист.

## Биография
Родился в семье работника пивоваренного завода в Безансоне. Учился в гимназии, но не окончил её, работал в типографиях Марселя, Парижа и других городов, а в 1836 г. открыл собственную небольшую типографию в своём родном городе.
Прудон самостоятельно выучил библейский иврит. Первая напечатанная работа Прудона была филологического характера — «Опыт общей грамматики» («Essai de grammaire générale»), который Прудон присоединил в виде добавления к печатавшейся в его типографии работе Бертье — «Eléments primitifs des langues»; за этот «Опыт», который он под изменённым заглавием представил потом в Институт Франции, ему дали почётный отзыв.
В 1838 году безансонская академия назначила ему стипендию для обучения, и он занялся историей, философией и политической экономией. В следующем году он получил от академии медаль за сочинение на тему о пользе празднования воскресенья («De la célébration du Dimanche»); уже здесь проглядывают те идеи, которые затем в более ясной форме составили содержание всей его теории. В июне 1840 г. появилась знаменитая брошюра Прудона «Что такое собственность?» («Qu’est ce que la propriété?»), которая имела большой успех (ответ на заглавный вопрос по Прудону повторял фразу Жака-Пьера Бриссо «La propriété c’est le vol»: «Собственность — это кража»). В следующие два года появились дополнения к этой его работе в виде писем к Луи Огюсту Бланки и к Виктору Консидерану.
Когда прекратилась его стипендия, Прудон поступил на работу секретарём к одному мировому судье, а затем приказчиком в торговый дом фирмы Готье.
В 1843 году вышло его сочинение «Принципы политической организации, или Создание гуманного порядка» («Création de l’ordre dans l’humanité»), в котором он сам вскоре разочаровался. В 1846 г. появилась знаменитая книга «Система экономических противоречий, или Философия нищеты» («Système des contradictions économiques ou philosophie de la misère»). Она имела огромный успех не только во Франции, но и в Германии, где в течение одного года появились три её перевода. Карл Маркс, до того сочувствовавший Прудону, написал возражение на его работу под ироническим заглавием «Нищета философии».

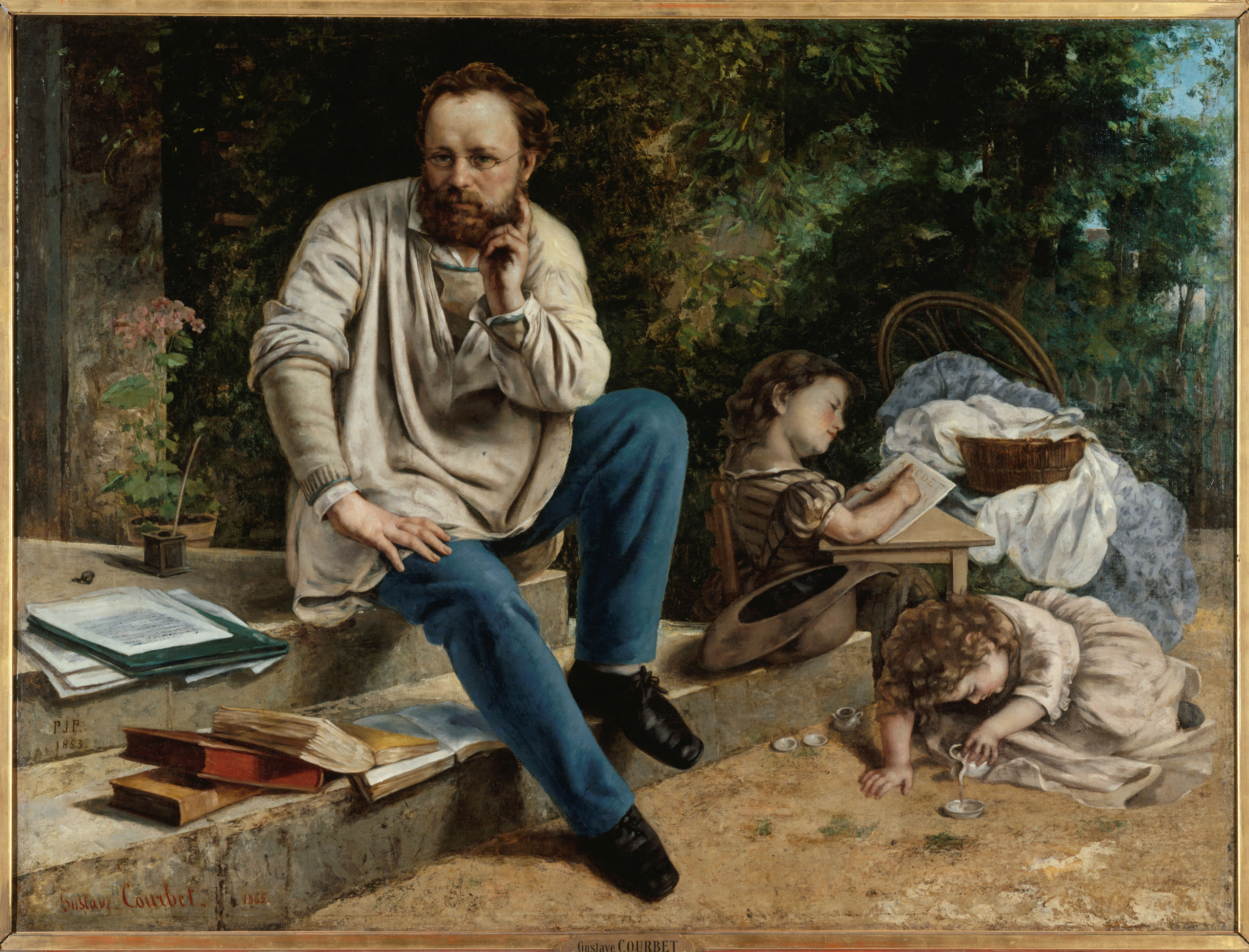
Прудон и его дети, Гюстав Курбе, 1865

Прудон хотел издавать газету «Le Peuple» («Народ»), но правительство июльской монархии не дало ему на это разрешения, и он смог приступить к изданию газеты только после февральской революции 1848 г.
В самой революции Прудон не принимал никакого активного участия и в своей газете жестоко критиковал все действия социалистических партий. Он был, однако, избран в Национальное собрание и внёс проект повышения налогов в течение трёх лет с целью дать народу на открывшиеся средства дешёвый или даже даровой кредит, но проект его не был принят.
В марте 1849 года за статью об ответственности президента («Le Président de la Republique est responsable») Прудон был предан ассизному суду и приговорён к тюремному заключению на три года и к штрафу в 3000 франков; чтобы избавиться от наказания, Прудон бежал в Бельгию, но во время короткого пребывания в Париже был арестован. В заключении он написал свои «Признания» и много отдельных статей; к этому же времени относится и его женитьба.
После выхода из заключения в 1852 г. Прудон уже не принимал почти никакого участия в политике и неоднократно отказывался от участия в выборах. Тем не менее, за изданную в 1858 году книгу «О справедливости в революции и в церкви» («De la justice dans la Révolution et dans l’Eglise») Прудон был снова предан суду, приговорён к трёхлетнему заключению, но снова бежал в Бельгию, где написал свои сочинения «Война и мир» («La guerre et la paix»), «О политической способности рабочих классов» («De la capacité politique des classes ouvrières») и много других.
Прудон умер в 1865 году в Пасси, близ Парижа.

## Идеи
Прудон доказывал, что собственность есть кража, потому что она противоречит справедливости, потому что нельзя найти никакого принципа, на котором бы можно было её обосновать.
Противоположность собственности составляет общность, но общность, согласно Прудону, есть такое же отрицание равенства, как и собственность, но только в противоположном смысле: собственность есть эксплуатация слабого сильным, общность есть эксплуатация сильного слабым; в собственности неравенство условий порождается силой, в общности его производит посредственность, оцениваемая одинаково с силой. Общность есть рабство, ибо она уничтожает свободное распоряжение способностями, и, если собственность порождает соревнование в приобретении благ, то общность порождает соревнование ленивых.
Прудон считал, что труд должен быть для всех свободен, а свобода эта состоит в том, что все одинаково должны трудиться для общества.
Прудон считал, что причина бедности заключается в несовершенстве экономического строя, который представляет собой целый ряд противоречий. Примирения всех этих противоречий Прудон хотел достичь путём натурального обмена. Прудон считал, что взаимность требует, чтобы хозяин давал работнику столько же, сколько работник даёт ему; справедливость требует, чтобы ценность всегда обменивалась на равную ценность, чтобы кредит был взаимный и даровой.
Прудон, в отличие от других идеологов анархизма, не был последовательным противником государства. Он писал: «Анархия так же мало получает применения в человечестве, как беспорядок в мироздании». Он считал, что все формы правления хороши, если правительство действует в духе справедливости, а это возможно тогда, когда оно допускает самую широкую свободу, когда существует автономия и децентрализация.

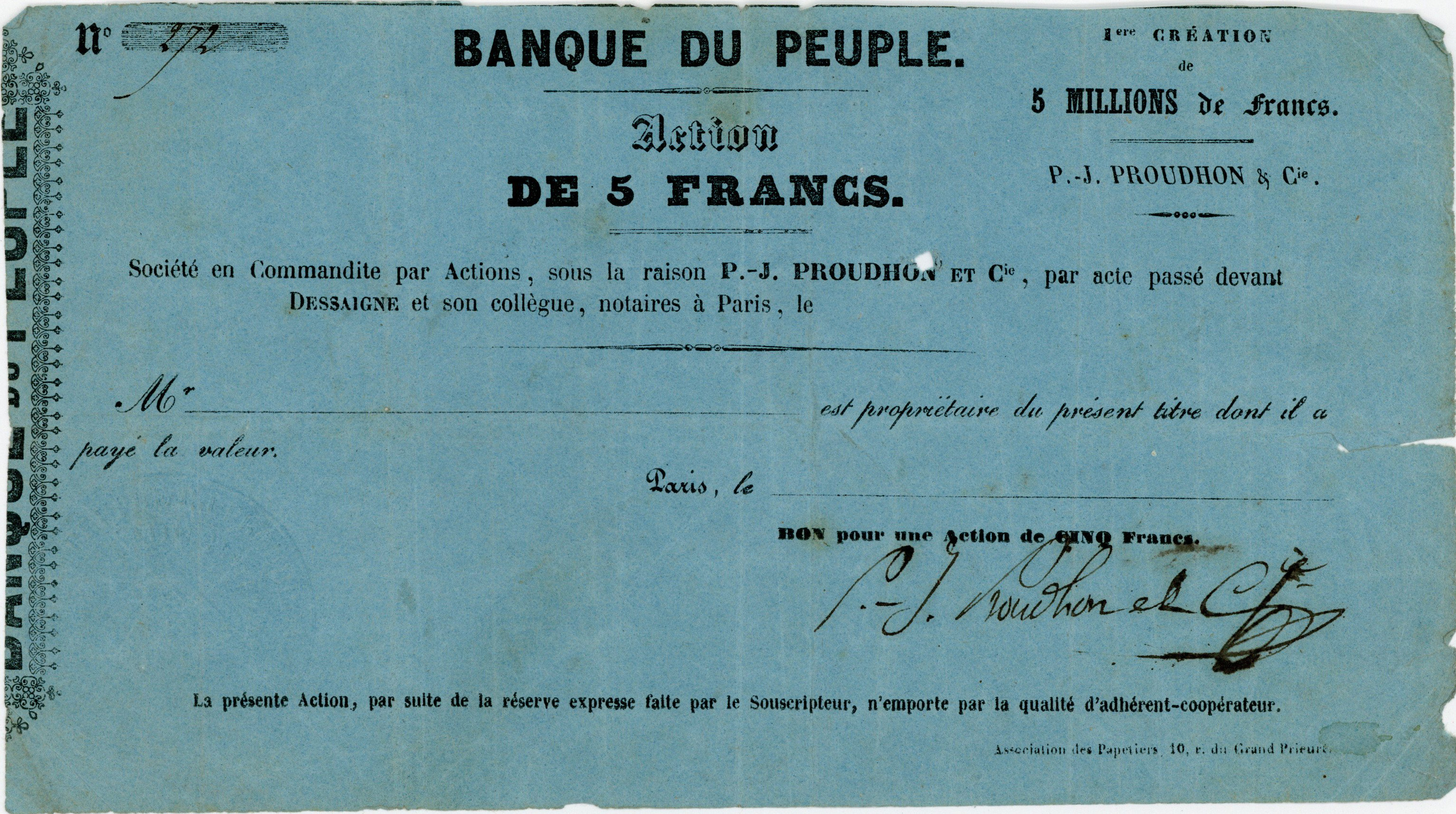
Акция Народного банка, основанного Пьером-Жозефом Прудоном 31 января 1849 года, номиналом 5 франков, подготовленная к выпуску в феврале 1849 года и подписанная самим Прудоном

Практически организовать натуральный обмен Прудон пытался в своём проекте народного банка (banque d’échange, a потом banque du peuple). Он должен был быть открыт для каждого лица, желающего обменять продукты своего производства на меновые свидетельства (боны) банка: например, сапожник доставляет сапоги и получает взамен их боны на сумму стоимости сапог; за эти боны он может получить в банке другие вещи на ту же сумму. Прудон рассчитывал, что народный банк будет привлекать все большее число членов, так что, наконец, все — и производители, и потребители должны будут примкнуть к банку; тогда деньги станут излишними и все обороты будут производиться свидетельствами банка. Сверх того, банк будет выдавать своим клиентам ссуды безвозмездно.
В 1849 г. Прудон попытался в соответствии со своими принципами организовать народный банк в Париже. Число участников этого банка превысило 12000, а размер акционерного капитала дошёл до 36000 франков. Банк должен был начать работать, когда Прудон был приговорён к тюремному заключению, вследствие чего Прудон вынужден был отказаться от ведения дел банка, а затем и закрыть его. Народный банк, просуществовав два месяца, не успел совершить ни одной сделки.

## Прудон и масонство
Инициация Прудона прошла в масонской ложе «Искренность, Союз и Дружба» в Безансоне в 1847 году. Больших усилий в постижении масонского учения Прудон не предпринимал, поэтому выше степени подмастерья не поднялся. Сам факт посвящения Прудона, по мнению Меллора, показал нарастающие тенденции по преобладанию атеизма в Великом востоке Франции, его главной доминантой на последующие годы.

В работе «О справедливости в революции и церкви» Прудон описывает своё посвящение в масоны следующими словами: 
«Как всякий неофит, прежде чем получить Свет, я должен был ответить на три вопроса: Чем обязан человек своему ближнему? Своей стране? Господу? На первые два вопроса мой ответ был выдержан в рамках ожидаемого. На третий вопрос, чем обязан человек Богу, я ответил: — войной».

О так называемом антидеистическом масонстве, в той же работе «О справедливости в революции и церкви», Прудон развивает мысль следующим образом: 
«Бог масонов не является ни субстанцией, ни причиной, ни душой, ни монадой, ни творцом, ни отцом, ни глаголом, ни любовью, ни Параклетом, ни Искупителем, ни Сатаной, ничем, что соответствовало бы трансцендентной концептуальности. Вся метафизика масонством выброшена за борт. Масонский Бог является олицетворением вселенского равновесия. Бог — это Архитектор, он держит циркуль, уровень, угольник, молоток, все инструменты труда и меры. В области нравственности порядок такого Бога — справедливость. Вот вам и вся масонская теология».

### Список произведений

#### Оригинальные издания
- 1840 — Qu’est ce que la propriété? (рус. «Что такое собственность?»)
- 1842 — Avertissement aux propriétaires (рус. «Предостережение собственникам»»)
- 1843 — Principes d’organisation politique, ou la création de l’ordre dans l’humanité (рус. «Принципы политической организации, или Создание гуманного порядка»)
- 1846 — Système des contradictions économiques ou Philosophie de la misère (рус. «Система экономических противоречий, или Философия нищеты»)
- 1849 — Résumé de la question sociale
- 1851 — Idée générale de la révolution au XIXe siècle (рус. «Общая идея революции XIX века»)
- 1853 — Le manuel du spéculateur à la bourse
- 1858 — De la justice dans la révolution et dans l’Eglise (рус. «О справедливости в революции и в церкви»)
- 1861 — La Guerre et la Paix (рус. «Война и мир»)
- 1863 — Du principe Fédératif (рус. «О федеративном принципе»)
- 1865 — De la capacité politique des classes ouvrières (рус. «О политической способности рабочих классов»)
- 1866 — Théorie de la propriété (рус. «Теория собственности»)
- 1870 — Théorie du mouvement constitutionnel (рус. «Теория конституционного движения»)
- 1875 — Du principe de l’art (рус. «Принцип искусства»)
- 1875 — Correspondences (рус. «Письма»)

#### Переводы на русский язык
- Бедность, как экономический принцип / Пер. с фр. — М.: Посредник, 1908. — 29 с. — (Отрывок из работы «Война и мир».)
- Война и мир: Исследование о принципе и содержании международного права. — Т. 1-2. — М.: А. Черенин и К°, 1864.
- Искусство, его основание и общественное назначение / Пер. с послед. изд. с прим. и вступ. ст. А. П. Фёдорова. — СПб., 1895. — VIII, 368 с.
- Искусство, его основания и общественное назначение / Пер. под ред. Н. Курочкина. — СПб., 1865. — 444 с. разд. паг.
- Литературные майораты : Разбор проекта закона, имеющего целью установить бессрочную монополию в пользу авторов, изобретателей и художников / Пер. с фр. СПб.: Жиркевич и Зубарев, 1865. — VIII, 191 с.
- Политические противоречия: Теория конституционного движения в XIX столетии (во Франции) / Предисл. А. Ю. Фёдорова. — Изд. 2, доп. — М.: КРАСАНД, 2011. — 168 с. — (Размышляя об анархизме). ISBN 978-5-396-00331-6
- Порнократия или Женщины в настоящее время. — М.: Н. А. Путята, 1876. — 316, [3] с. — (Женщины в настоящее время).
- Система экономических противоречий, или Философия нищеты. Том 1. - Х.: Фолио, 2021. - 656 с. ISBN 978-966-03-9574-9
- Собственность-кража: (Мысли о собственности). — М.: Искра, 1906. — 22 с.
- Французская демократия / Пер. под ред. Н. Михайловского. — СПб., 1867. — [4], IV, 388 с.
- Французские конституции XIX столетия и Наполеон III. — Санкт-Петербург: Типография Н. Неклюдова и Эд. Праца, 1871.
- Французская демократия / Пер. с фр. под ред. Н. К. Михайловского; вступ. ст. П. В. Рябова. — Изд. 2-е, доп. — М.: URSS, 2010. — IX, 392 с. — (Размышляя об анархизме). ISBN 978-5-396-00320-0
- Французская демократия (О политической способности рабочих классов) / Пер. с фр. под ред. Н. К. Михайловского; вступ. ст. П. В. Рябова. — М.: КРАСАНД, Эдиториал УРСС, 2011. — 408 с.
- Что такое собственность? или Исследование о принципе права и власти / Пер. Е. и И. Леонтьевых. — СПб.: Е. и И. Леонтьевы, 1907. — IV, 267 с.
- Что такое собственность? Исследование принципа права и правительства; Письмо к Бланки о собственности; С портр. авт. / Пер. с новейш. фр. изд. Ф. Капелюша. — Лейпциг; СПб.: Мысль; А. Миллер, 1907. — [4], 253 с.
- Что такое собственность? или Исследование о принципе права и власти; Бедность как экономический принцип; Порнократия, или Женщины в настоящее время / Подгот. текста и коммент. В. В. Сапова. — М.: Республика, 1998. 367 с. — (Б-ка этической мысли). ISBN 5-250-02607-9
- Что такое собственность? или Исследование о принципе права и власти / Пер. с фр. Е. и И. Леонтьевых; вступ. ст. А. Ю. Фёдорова. — Изд. 2-е, доп. — М.: URSS, 2010. — IX, 268, [2] с. — (Размышляя об анархизме). — ISBN 978-5-396-00335-4